# Sucedáneo de grasa

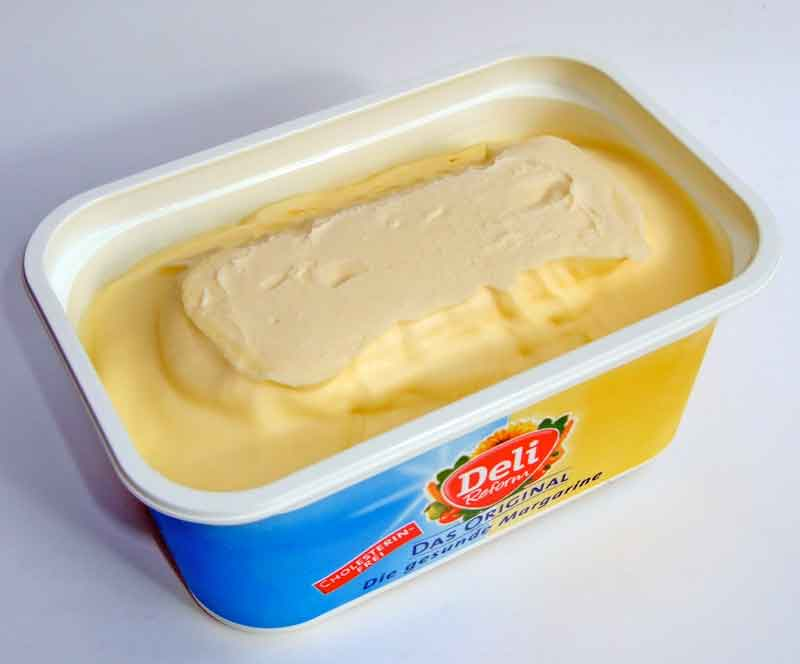
Los sucedáneos de grasa.

Los sucedáneos de grasa son substancias que poseen propiedades organolépticas similares (generalmente textura y sabor) a las grasas comestibles. Algunas de estas substancias poseen una densidad calórica similar a las grasas (9 cal/gramo) y es por esta razón por la que deben emplearse en pequeñas cantidades, mientras que otros poseen una menor densidad calórica. Suelen emplearse en la cocina, así como en ciertas industrias alimentarias (un ejemplo es en la industria del chocolate). 

## Características
Generalmente las grasas que se emplean como sucedáneos consisten en tres posibles categorías, la primera consiste en triglicéridos en los que se añaden ácidos grasos de baja absorción. En proteínas microparticuladas (un proceso industrial patentado), generalmente de la proteína del suero de leche. y en compuestos hidrosolubles.

## Sucedáneos específicos
- Olestra
- Simplesse
- Caprenin
- Celulosa
- Z-Trim
- Oatrim-10
- pectina